# College van Beroep voor het bedrijfsleven
Het College van Beroep voor het bedrijfsleven (CBb) is het hoogste bestuursrechtelijk college in Nederland dat oordeelt over geschillen op het terrein van het economisch bestuursrecht.
Het College van Beroep voor het bedrijfsleven is tevens de hogere beroepsinstantie (eindrechter) voor uitspraken over een aantal economische wetten, zoals de Mededingingswet en de Telecommunicatiewet. Verder fungeert het College van Beroep voor het bedrijfsleven in hoger beroep als tuchtrechter. Het College van Beroep voor het bedrijfsleven is gevestigd in het Paleis van Justitie aan de Prins Clauslaan te Den Haag.